# Peperomia phyllanthopsis
Peperomia phyllanthopsis är en pepparväxtart som beskrevs av Trel. & Yunck.. Peperomia phyllanthopsis ingår i släktet peperomior, och familjen pepparväxter. Inga underarter finns listade i Catalogue of Life.